# 1525

## Събития
- 10 май – по силата на договор от Чамаси, Аграфа (днешен южен Пинд) се сдобива с автономен статут.

## Родени
- ? – Питер Брьогел Стария, нидерландски живописец

## Починали
- 11 февруари – Изабела Арагонска, херцогиня на Милано
- 27 май – Томас Мюнцер, германски проповедник